# عبد الحميد سلامة
عبد الحميد سلامة ولد في 23 أكتوبر 1941 في قصيبة المديوني، هو أستاذ وسياسي تونسي.

## السيرة الذاتية
عبد الحميد سلامة متحصل على دكتوراه دولة في الأدب العربي. 

بدأ مساره المهني كأستاذ في المدرسة الصادقية بالعاصمة وفي دار المعلمين العليا في سوسة. أصبح بعدها أستاذ آداب في جامعة منوبة.

دخل مسار الوظائف السامية كرئيس قسم في وزارة التربية الوطنية ثم في وزارة الشباب والرياضة. عُيّن بعدها مديرا للأخبار لدى مؤسسة الإذاعة والتلفزة التونسية، ثم مندوب عام للرياضة، وأخيرا وزير مستشار لدى رئيس الجمهورية التونسية زين العابدين بن علي مكلف بالثقافة والطفولة والشباب والرياضة، وذلك حتى ديسمبر 2010.

بين 2004 و 2009، ترأس اللجنة الوطنية الأولمبية التونسية. تحمل أيضا مهام رياضية أخرى، خاصة لدى اللجنة الدولية لألعاب البحر الأبيض المتوسط والمجلس الأعلى للرياضة بأفريقيا.

في خضم الثورة التونسية، عين في 29 ديسمبر 2010 في منصب وزير الشباب والرياضة والتربية البدنية في حكومة محمد الغنوشي الأولى، ولكنه لم يطل في هذا المنصب، وغادره إثر سقوط نظام بن علي في 17 يناير 2011.

## الحياة الخاصة
عبد المجيد سلامة متزوج وأب لابن واحد.

## الأوسمة
- الصنف الأول من وسام الجمهورية (تونس).
- الصنف الثاني من وسام 7 نوفمبر 1987 (تونس).
- الصنف الأول من الوسام الوطني للاستحقاق بعنوان قطاع الشباب (تونس).
- الصنف الأول من الوسام الوطني للاستحقاق بعنوان قطاع الرياضة (تونس).
- وسام استحقاق الجمهورية الإيطالية.
- الوسام الوطني للاستحقاق (مالطا).
- ميدالية الاستحقاق للمجلس الدولي للرياضة العسكرية.

## روابط خارجية
- عبد الحميد سلامة على موقع أوليمبيديا (الإنجليزية)